# Бонга, Исаак
Исаак Эволуэ Этуэ Бофенда Бонга (нем. Isaac Evolue Etue Bofenda Bonga) — немецкий баскетболист, выступающий на позиции лёгкого форварда.

## Детство
Исаак Бонга родился в немецком городе Нойви́де, расположенным на севере земли Рейнланд-Пфальц. Его отец эмигрировал в 1990-е годы из города Киншаса, столице ДР Конго. Его старший брат, Тарсис Бонга, является профессиональным футболистом, играющий в различных дивизионах чемпионата Германии по футболу. А младший брат Исаака, Джошуа, также является профессиональным баскетболистом.

## Карьера

### Клубная

#### Скайлайнерс
В сезоне 2016—18 годов Исаак начал выступать за команду «Скайлайнерс» из Франкфурта-на-Майне.

#### Лос-Анджелес Лейкерс
Выставлял свою кандидатуру на драфт НБА 2018 года. Был выбран на драфте во втором раунде, под общим 39-м номером клубом «Филадельфия Севенти Сиксерс» и был сразу обменян в «Лос-Анджелес Лейкерс» за пик второго раунда следующего драфта. Не пробившись в основу «озёрников», параллельно играл за их фарм-клуб «Саут-Бей Лейкерс».

#### Вашингтон Уизардс
5 июля 2019 года, Бонга был обменян в «Вашингтон Уизардс» в трёхстороней сделке. С «колдунами» он набирал в среднем 5 очков, 3.4 побора, 1.2 передачи за игру в первом сезоне (2019-20). В следующем сезоне, 2020-21, набирал в среднем 2 очка, 1.7 подбора и 6 передач за игру.

#### Торонто Рэпторс
12 августа 2021 года подписал контракт с «Торонто Рэпторс». Не пробившись в основу «велоцирапторов», параллельно играл за их фарм-клуб «Рэпторс 905».

#### Бавария
19 августа 2022 года перешел в гранд немецкого баскетбола, в «Баварию». В том же сезоне с клубом взял Кубок Германии, а на следующий год оформил дубль. 22 июня 2024 года в СМИ появилась информация о том, что предложил «Партизан» игроку двухлетний контракт. 10 июля 2024 года покинул «Баварию».

#### Партизан
20 августа 2024 года Бонга подписал контракт с «Партизаном», выступающим в Лиге ABA, чемпионате Сербии и Евролиге.

## Достижения
«Бавария»
- Чемпион лиги АБА 2024/2025
- Чемпион Сербской лиги 2024/2025
- Чемпион Германии: 2023/24
- Обладатель Кубка Германии: 2022/23, 2023/24

Сборная Германии
- Чемпион мира: 2023